# Charles-Auguste Questel
Charles-Auguste Questel (Parigi, 18 settembre 1807 – Parigi, 7 agosto 1888) è stato un architetto francese.

## Biografia
Fu architetto diocesano a Nîmes, Marsiglia e Ajaccio.Nel 1844 ottenne un secondo prix de Rome con un progetto di palazzo per l'Accademia di Parigi. Fu membro della Commissione dei Monumenti storici di Francia dal 1848 al 1879. Architetto delle opere civili di Versailles ne 1849, divenne ispettore generale nel 1862. Nel 1871 divenne membro eletto dell'Accademia delle Belle Arti di Parigi.
Tra i suoi allievi figurano:
- Alfred Chapon,
- Marius Toudoire,
- Sainte-Marie Perrin,
- Alphonse Gosset,
- Jean René Pierre Litoux.
- Pierre-Alexandre Richard[1].
- Henri Chaine

## Opere principali
- L'abbazia di Saint-Gilles
- La chiesa di San Paolo a Nîmes
- L'ospedale Sainte-Anne a Parigi
- Il Museo-biblioteca di Grenoble
- Ristrutturazioni intorno al Pavillon du Butard a la Celle Saint-Cloud
- Ricostruzione della Galerie dorée dell'Hôtel de Toulouse a Parigi

## Ritratti di Charles-Auguste Questel
- Henri Michel Antoine Chapu, medaglione di Charles-Auguste Questel, bronzo. Coll. Museo di Grenoble (MG 83-34)